# Martín Gil de Alburquerque
Martín Gil de Alburquerque o Martín Gil (c. 1335 - Sevilla, 1365), fue un noble castellano e hijo de Juan Alfonso de Albuquerque «el del Ataúd», señor de Alburquerque y privado del rey Pedro I de Castilla, y de Isabel Téllez de Meneses, señora de Meneses y de otras villas.
Ricohombre de los reinos de Portugal y de Castilla, en este último fue señor de Alburquerque y de Meneses y entre 1351 y 1360 ocupó el cargo de adelantado mayor del reino de Murcia, aunque el historiador español Salvador de Moxó le llamó figura «postrera y desdichada» de la gran familia nobiliaria de Meneses de Campos, muy cercana por parentesco a los tronos de Castilla y Portugal en los siglos XIII y XIV.
Fue bisnieto del rey Dionisio I de Portugal.

## Orígenes familiares
Sus padres fueron Juan Alfonso de Alburquerque, el «mayor señor de Castilla en su tiempo», e Isabel Téllez de Meneses. Por parte paterna era nieto de Alfonso Sánchez de Portugal, hijo ilegítimo del rey Dionisio I de Portugal,, y de Aldonza Rodríguez Talha, y por parte materna era nieto de Tello Alfonso de Meneses, señor de Meneses, y de María de Portugal.

## Biografía
Se desconoce su fecha exacta de nacimiento, aunque según el genealogista e historiador Jaime de Salazar y Acha nació hacia el año 1335. Su padre, Juan Alfonso de Alburquerque, apodado «el del Ataúd», fue valido y alférez del rey Pedro I de Castilla, de quien se sospecha que le mandó envenenar, canciller mayor de Castilla, mayordomo mayor de la reina María de Portugal, esposa de Alfonso XI, y ayo y mayordomo mayor de los infantes Fernando y Pedro, hijos del rey Alfonso XI. Y Juan Alfonso de Albuquerque también fue el VI señor de Alburquerque, de Meneses, Azagala, Medellín, Codosera, Tiedra y Alconchel,

El día 10 de julio de 1351 Martín Gil de Alburquerque fue nombrado adelantado mayor del reino de Murcia por el rey Pedro I, y un mes después, el día 8 de agosto, el monarca dispuso que la lugartenencia del adelantamiento estuviera en manos de Ruy Díaz Cabeza de Vaca, que era vasallo de Juan Alfonso de Alburquerque y a quien el rey ya había tomado juramento en la Corte previo a la ocupación del cargo. Y según consta en el libro Becerro de las Behetrías de Castilla, Ruy Díaz Cabeza de Vaca poseía algunos dominios en tierras de Palencia, como ya destacaron Luciano Huidobro Serna y Luis Vicente Díaz Martín. Y conviene señalar que no era infrecuente que los adelantados mayores delegaran las obligaciones de su cargo en «miembros de su clientela», como afirmó Braulio Vázquez Campos, que subrayó el hecho de que Ruy Díaz Cabeza de Vaca era vasallo de la Casa de Alburquerque.

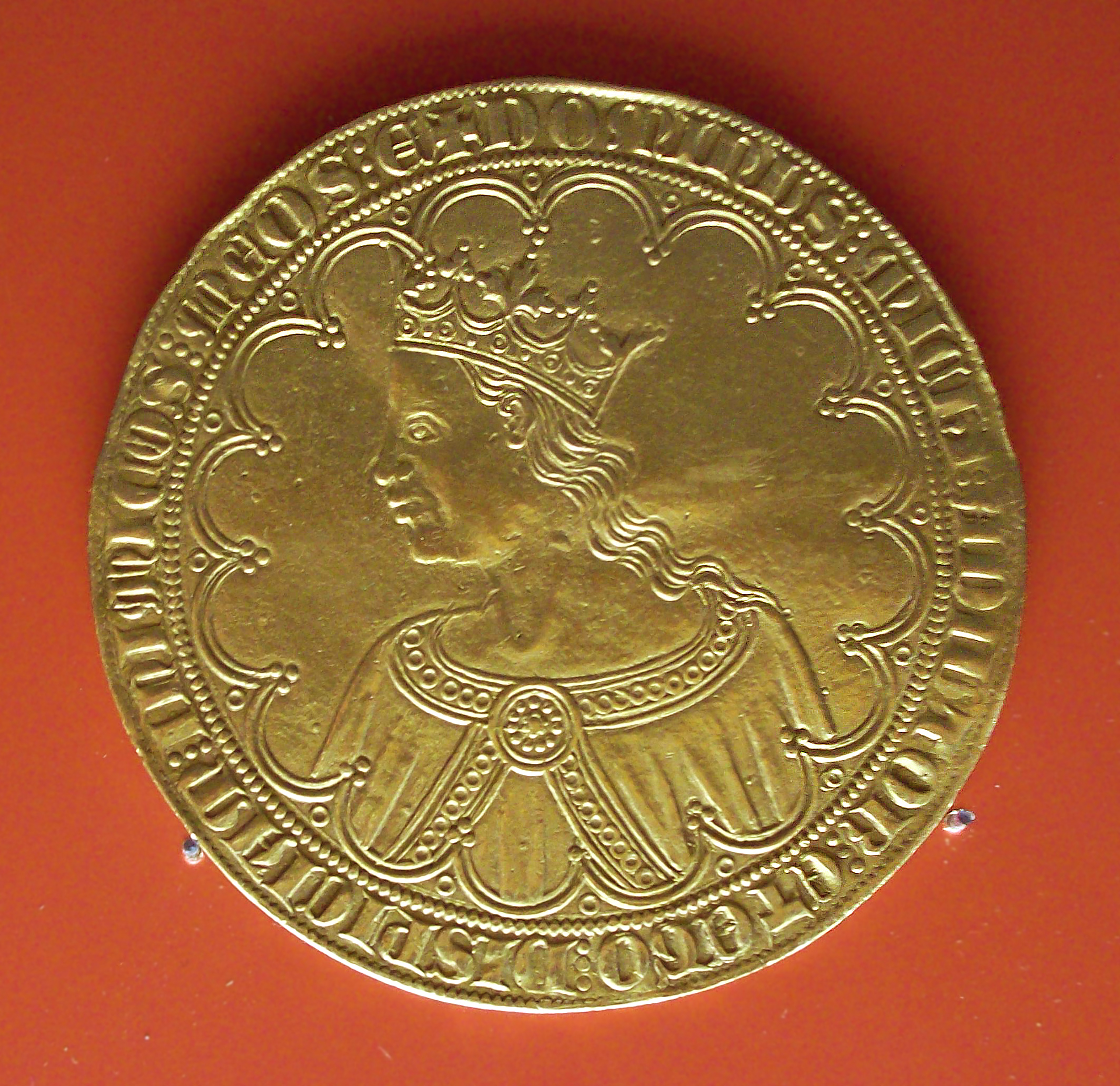
Gran dobla o dobla de a diez de Pedro I de Castilla, acuñada en Sevilla en 1360. (M.A.N., Madrid).

Pero en junio de 1353 el padre de Martín Gil cayó en desgracia ante Pedro I y abandonó la Corte castellana. Y el día 15 de agosto de 1353 Pedro I autorizó a Martín Gil para que sustituyera a su lugarteniente, Ruy Díaz Cabeza de Vaca, por Juan Fernández de Orozco, a pesar de los conflictos que este había tenido con los concejos murcianos cuando era lugarteniente de Fernando Manuel de Villena, hijo y heredero del célebre magnate y escritor Don Juan Manuel, aunque Díaz Martín subrayó el hecho de que todos estos sucesos entran dentro del periodo en el que Juan Alfonso de Alburqueque había caído en desgracia y se había visto obligado a dejar a su hijo, Martín Gil, como rehén en manos del monarca cuando ambos se reconciliaron, habiendo sido narrados estos acontecimientos en los capítulos XXII y XXIII de la Crónica del rey Don Pedro, compuesta por Pedro López de Ayala.
En septiembre de 1354, Juan Alfonso de Alburquerque murió en Medina del Campo y con sospechas de haber sido envenenado, y Martín Gil heredó sus posesiones y pasó a ser el jefe de su linaje, como indicó Vázquez Campos, que añadió que, a pesar de ello, su delicadísima «situación» en la Corte castellana no cambió y, aunque continuó ejerciendo nominalmente el adelantamiento mayor del reino de Murcia, en la práctica era Pedro I quien controlaba todo lo relativo al cargo.
A finales de 1353 y en 1357 figura como adelantado mayor de Murcia Juan Fernández de Valladolid, y Martín Gil de Alburquerque dejó de aparecer en la documentación ocupando el mencionado cargo en 1360. Y en mayo de 1361 se acordó la Paz de Terrer, que ponía fin a la guerra entre Castilla y Aragón, y una de las cláusulas fue que el monarca castellano enviaría a Martín Gil de Alburquerque y a Fernando de Castro como rehenes a la Corte del rey de Navarra, que actuó como garante del tratado, para permanecer allí cuatro meses.
Martín Gil de Alburquerque murió en 1365 en Sevilla y con sospechas de haber sido envenenado por orden del rey Pedro I, y con su muerte se extinguió la línea principal del linaje y el rey Pedro I de Castilla incorporó sus bienes a la corona, convirtiéndose la madre del difunto, Isabel Téllez de Meneses, en la heredera universal de sus bienes en Portugal.

## Sepultura

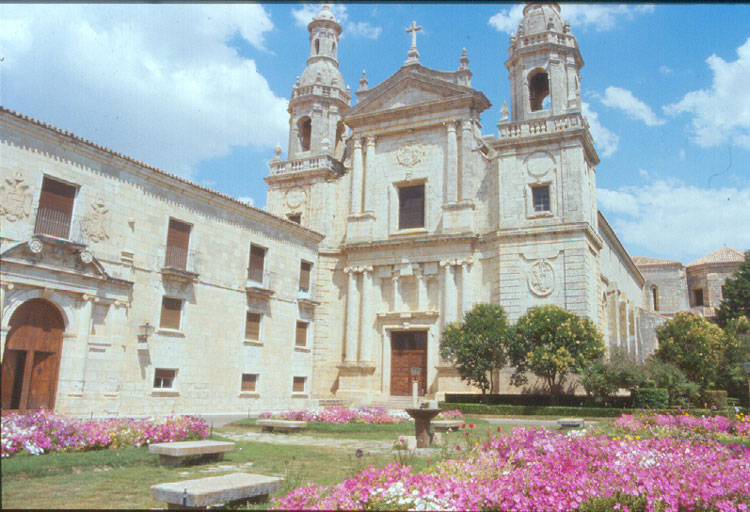
Fachada del monasterio de la Santa Espina. (Provincia de Valladolid).

Fue sepultado en el monasterio de Santa María de La Santa Espina, situado en el municipio de Castromonte y en la actual provincia de Valladolid, en el que también recibieron sepultura sus padres, y que estuvo muy vinculado desde el siglo XIII a la familia Téllez de Meneses.
Ricardo del Arco y Garay, en su obra Sepulcros de la Casa Real de Castilla, señaló que cuando en 1546 fue reedificada la capilla mayor de la iglesia del monasterio de la Santa Espina, por ser «muy oscura y pequeña» la antigua, las primitivas tumbas de estos individuos fueron reemplazadas por unos nichos de estilo plateresco en los que se colocaron esculturas de alabastro, atribuidas a Miguel de Espinosa, que desaparecieron durante la Desamortización de Mendizábal, en el primer tercio del siglo XIX.